# Белфлауер (Калифорнија)
Белфлауер (енгл. Bellflower) град је у америчкој савезној држави Калифорнија. По попису становништва из 2010. у њему је живело 76.616 становника.

## Демографија
Према попису становништва из 2010. у граду је живело 76.616 становника, што је 3.738 (5,1%) становника више него 2000. године.
| Група             | 2000.          | 2010.          |
| Белци             | 22.403 (30,7%) | 14.971 (19,5%) |
| Афроамериканци    | 9.540 (13,1%)  | 10.760 (14,0%) |
| Азијати           | 7.062 (9,7%)   | 8.865 (11,6%)  |
| Хиспаноамериканци | 31.503 (43,2%) | 40.085 (52,3%) |
| Укупно            | 72.878         | 76.616         |